# Ivan Tregoebov
Ivan Sergejevitsj Tregoebov (Russisch: Иван Сергеевич Трегубов) (Livadka, 19 januari 1930 - Moskou, 22 december 1992) was een Sovjet-Russisch ijshockeyer. 
Tregoebov vormde samen met Nikolaj Sologoebov een sterk verdedigend blok bij CSKA Moskou en het Sovjet-team. Tregoebov won tijdens de Olympische Winterspelen 1956 in Cortina d'Ampezzo de gouden olympische medaille, door het winnen van de gouden medaille werd Tregoebov tegelijk ook wereldkampioen.